# Yksel Osmanovski
Yksel Osmanovski, (ur. 24 lutego 1977 w Skrävlinge) – szwedzki piłkarz, występujący na pozycji napastnika.
Jest z pochodzenia Macedończykiem, jego rodzice pochodzili z okolic jeziora Prespa. W reprezentacji Szwecji wystąpił 13 razy, wraz z nią grał na Euro 2000 w Belgii i Holandii. W reprezentacji zadebiutował 27 maja 1999 na stadionie Rasunda, w meczu przeciwko Jamajce wygranym przez Szwedów 2:1. Jego atrybuty fizyczne to 174 cm i 67 kg.
Jako junior występował w klubach Malmö BI i IFK Malmö. W roku 1987 rozpoczął treningi w zespole Malmö FF, gdzie zadebiutował w pierwszym składzie w roku 1995, w wieku 18 lat. Malmö grało wtedy u siebie z zespołem Örgryte IS, które zakończyło się remisem 1:1. Z czasem urósł do gwiazdy ligi szwedzkiej, a dzięki dobrym występów został założony przez występujący w Serie A zespół AS Bari. Po trzech sezonach gry w Bari przeszedł do zespołu AC Torino, gdzie miał problemy z zakwalifikowaniem się do podstawowej jedenastki. Na krótki okres był wypożyczony do Girondins Bordeaux, a po powrocie, w roku 2004 odszedł z Turynu i wrócił do swojego macierzystego klubu Malmö FF. W 2007 roku zakończył karierę piłkarską
| Sezon   | Klub               | Kraj    | Rozgrywki   | Mecze | Bramki |
| ------- | ------------------ | ------- | ----------- | ----- | ------ |
| 1994/95 | Malmö FF           | Szwecja | Allsvenskan | 1     | 0      |
| 1995/96 | Malmö FF           | Szwecja | Allsvenskan | 20    | 5      |
| 1996/97 | Malmö FF           | Szwecja | Allsvenskan | 20    | 10     |
| 1997/98 | Malmö FF           | Szwecja | Allsvenskan | 11    | 1      |
| 1998/99 | AS Bari            | Włochy  | Serie A     | 31    | 6      |
| 1999/00 | AS Bari            | Włochy  | Serie A     | 24    | 7      |
| 2000/01 | AS Bari            | Włochy  | Serie A     | 30    | 1      |
| 2001/02 | AC Torino          | Włochy  | Serie A     | 9     | 1      |
| 2001/02 | Girondins Bordeaux | Francja | Ligue 1     | 7     | 0      |
| 2002/03 | AC Torino          | Włochy  | Serie A     | 13    | 0      |
| 2004    | Malmö FF           | Szwecja | Allsvenskan | 6     | 0      |
| 2005    | Malmö FF           | Szwecja | Allsvenskan | 21    | 4      |
| 2006    | Malmö FF           | Szwecja | Allsvenskan | 14    | 4      |
| 2007    | Malmö FF           | Szwecja | Allsvenskan | 23    | 1      |